# یوزف پاووفسکی
یوزف پاوْوُفسکی (لهستانی: Józef Pawłowski؛ زادهٔ ۲۹ ژوئن ۱۹۹۰) بازیگر اهل لهستان است.
از فیلم‌ها یا مجموعه‌های تلویزیونی که وی در آن‌ها نقش داشته است، می‌توان به دستورالعمل زندگی، تشخیص، دختران خریدنی، دختران جنگ، بلفر، ورشو ۴۴ و جک استرانگ اشاره نمود.